# Campionati europei di atletica leggera 2024 - Marcia 20 km femminile
La specialità della marcia 20 km femminile dei campionati europei di atletica leggera 2024 si è svolta il 7 giugno.

## Podio
| Pos.    | Atleta               | Nazionalità | Tempo    |
| ------- | -------------------- | ----------- | -------- |
| Oro     | Antonella Palmisano  | Italia      | 1h28'08" |
| Argento | Valentina Trapletti  | Italia      | 1h28'37" |
| Bronzo  | Ljudmyla Oljanovs'ka | Ucraina     | 1h28'48" |

## Situazione pre-gara

### Record
Prima di questa competizione, il record del mondo, il record europeo e il record dei campionati erano i seguenti.
| Record                | Prestazione | Atleta               | Data                                  | Competizione                          |
| --------------------- | ----------- | -------------------- | ------------------------------------- | ------------------------------------- |
| Record mondiale       | 1h23'49"    | Yang Jiayu Cina      | 20 marzo 2015 Huangshan, Cina         | Campionati cinesi invernali di marcia |
| Record europeo        | 1h25'08"    | Vera Sokolova Russia | 26 febbraio 2011 Russia Sochi, Russia | Campionati russi invernali di marcia  |
| Record dei campionati | 1h26'36"    | María Pérez Spagna   | 11 agosto 2018 Berlino, Germania      | Campoianti europei 2018               |

### Campionesse in carica
La campionessa europea in carica era:
| Campionessa | Atleta                      | Prestazione | Data                                       | Competizione            |
| ----------- | --------------------------- | ----------- | ------------------------------------------ | ----------------------- |
| Europea     | Antigónī Ntrismpiōtī Grecia | 1h29'03"    | 20 agosto 2022 Germania, Monaco di Baviera | Campionati europei 2022 |

### La stagione
Prima di questa gara, le atlete con le migliori tre prestazioni europee dell'anno erano:
| Pos. | Atleta                     | Prestazione | Data e luogo                     |
| ---- | -------------------------- | ----------- | -------------------------------- |
| 1    | Ėl'vira Chepareva Russia   | 1h24'31"    | 27 febbraio 2024 Sochi, Russia   |
| 2    | Rejchan Kagramanova Russia | 1h24'47"    | 27 febbraio 2024 Sochi, Russia   |
| 3    | Laura García-Caro Spagna   | 1h27'19"    | 18 maggio 2024 La Coruña, Spagna |

## Risultati
La gara si è svolta il 7 giugno a partire dalle ore 18:35.
| Pos     | Atleta                  | Nazionalità | Tempo    | Note                                     |
| ------- | ----------------------- | ----------- | -------- | ---------------------------------------- |
| Oro     | Antonella Palmisano     | Italia      | 1h28'08" |                                          |
| Argento | Valentina Trapletti     | Italia      | 1h28'37" | >                                        |
| Bronzo  | Ljudmyla Oljanovs'ka    | Ucraina     | 1h28'48" | Miglior prestazione personale stagionale |
| 4       | Laura García-Caro       | Spagna      | 1h28'48" | ~                                        |
| 5       | Camille Moutard         | Francia     | 1h28'55" | Miglior prestazione personale            |
| 6       | Cristina Montesinos     | Spagna      | 1h29'07" | ~                                        |
| 7       | Clémence Beretta        | Francia     | 1h29'37" | ~                                        |
| 8       | Pauline Stey            | Francia     | 1h29'54" |                                          |
| 9       | Raquel González         | Spagna      | 1h30'05" | ~                                        |
| 10      | Olena Sobčuk            | Ucraina     | 1h31'47" | Miglior prestazione personale stagionale |
| 11      | Eliška Martínková       | Rep. Ceca   | 1h31'58" | ~>                                       |
| 12      | Olga Chojecka           | Polonia     | 1h32'34" | ~                                        |
| 13      | Marija Saharuk          | Ucraina     | 1h32'39" | ~                                        |
| 14      | Rita Récsei             | Ungheria    | 1h32'54" |                                          |
| 15      | Eleonora Anna Giorgi    | Italia      | 1h33'29" | ~                                        |
| 16      | Antigoni Ntrismpioti    | Grecia      | 1h33'38" | ~                                        |
| 17      | Vitória Oliveira        | Portogallo  | 1h33'39" | >                                        |
| 18      | Saskia Feige            | Germania    | 1h33'57" | Miglior prestazione personale stagionale |
| 19      | Panagiota Tsinopoulou   | Grecia      | 1h34'12" |                                          |
| 20      | Mária Katerinka Czaková | Slovacchia  | 1h34'32" | ~                                        |
| 21      | Hana Burzalová          | Slovacchia  | 1h34'43" |                                          |
| 22      | Kyriaki Filtisakou      | Grecia      | 1h34'45" |                                          |
| 23      | Carolina Costa          | Portogallo  | 1h37'01" |                                          |
| 24      | Austėja Kavaliauskaitė  | Lituania    | 1h37'14" |                                          |
| 25      | Inês Mendes             | Portogallo  | 1h37'23" |                                          |
| 26      | Viktória Madarász       | Ungheria    | 1h37'43" |                                          |
| 27      | Ema Hačundová           | Slovacchia  | 1h39'18" | >                                        |
| 28      | Maria Diana Lataretu    | Romania     | 1h39'22" | ~                                        |
| 29      | Brigita Virbalytė       | Lituania    | 1h40'14" |                                          |
| 30      | Tiziana Spiller         | Ungheria    | 1h43'55" | ~>                                       |
| 31      | Monika Vaiciukevičiūtė  | Lituania    | 1h52'02" | >                                        |
| -       | Meryem Bekmez           | Turchia     | dnf      | ~                                        |
| -       | Christina Papadopoulou  | Grecia      | dq       | >                                        |
| -       | Katarzyna Zdziebło      | Polonia     | dq       | ~                                        |
| -       | Ayşe Tekdal             | Turchia     | dq       | ~                                        |